# Arctiocossus
Genre
Arctiocossus est un genre de lépidoptères (papillons) de la famille des Cossidae.

## Systématique
Le genre Arctiocossus a été créé en 1874 par l'entomologiste autrichien Rudolf Felder (1842–1871). 

## Liste d'espèces
Selon BioLib (2 juin 2022) :
- Arctiocossus antargyreus C. Felder & R. Felder, 1874
- Arctiocossus castaneus (Gaede, 1929)
- Arctiocossus danieli Clench, 1959
- Arctiocossus gaerdesi (Daniel, 1956)
- Arctiocossus impeditus (Walker, 1865)
- Arctiocossus ligatus (Walker, 1865)
- Arctiocossus poliopterus Clench, 1959
- Arctiocossus punctifera Gaede, 1929
- Arctiocossus strigulatus Gaede, 1929
- Arctiocossus tessellatus Clench, 1959